# Iris-Lilja Lassila
Iris-Lilja Lassila (28 de febrero de 1938 – 25 de abril de 2011) fue una actriz teatral, cinematográfica y televisiva finlandesa.

## Biografía
Su nombre completo era Iris-Lilja Elisa Lassila, y nació en Lapua, Finlandia.
Inició su formación como actriz en 1956, actuando en el teatro de aficionados Ylioppilasteatteri, y acudiendo entre 1959 y 1961 a la Academia de Teatro de la Universidad de las Artes de Helsinki. Después, en 1963, fue actriz del elenco de las emisiones de teatro televisado.
A finales de los años 1960 formó parte del trío musical femenino Stidit, del cual formaban parte también Liisamaija Laaksonen y Tarja-Tuulikki Tarsala. El tema más conocido del grupo fue ”Pienenä tyttönä”, lanzado en 1969.
Iris-Lilja Lassila falleció en Helsinki, Finlandia, en el año 2011. Había estado casada con el actor Esko Varilo. 

## Filmografía (selección)
- 1957 : Niskavuori taistelee
- 1959 : Punainen viiva
- 1959 : Kovaa peliä Pohjolassa
- 1964 : Veljen varjo (telefilm)
- 1970 : Kesäkapina
- 1976 : Manillaköysi (telefilm)
- 1980 : Lumiakka (telefilm)
- 1988 : Anna Liisa (telefilm)
- 1995 : Lipton Cockton in the Shadows of Sodoma
- 1995 : Kivenpyörittäjän kylä
- 1996 : Joulubileet